# O cestování s láskou
O cestování s láskou (v originále L'estate addosso) je italský hraný film z roku 2016, který režírovala Gabriele Muccino podle vlastního scénáře. Film zachycuje příběh dvou dospívajících Italů, kteří stráví prázdniny v San Franciscu. Snímek měl světovou premiéru na Mezinárodním filmovém festivalu v Benátkách.

## Děj
Marco právě udělal maturitu a dostal od svého kamaráda nabídku odjet do USA, kde může v San Franciscu zůstat tři dny u jeho známých. Stejnou nabídku dostane i jeho spolužačka Maria, kterou ale Marco nesnáší. Po příletu už na ně čekají Paul a Matt. Maria je v šoku, když zjistí, že Paul a Matt jsou pár. Maria vychovaná v přísně katolickém duchu je otevřeně homofobní. Marco a Maria se nicméně s Američany sblíží a ti jim vypráví, jak se spolu seznámili v New Orleansu, odkud se přestěhovali do San Francisca. Marco a Maria odkládají svůj odjezd a zůstanou téměř měsíc. Marco se do Marie zamiluje, ta se však zamilovala do Matta. Na konci jejich pobytu jim Paul a Matt nabídnou strávit několik dní na Kubě. Odtud Marco a Maria odlétají do New Yorku. Zde přespí u kamaráda Marie a vrátí se do Říma. Po návratu do Itálie se už Marco s Marií neuvidí. Maria odletí do Londýna studovat práva a Marco začne studovat veterinární lékařství.

## Obsazení
| Brando Pacitto | Marco |
| Matilda Lutz   | Maria |
| Joseph Haro    | Paul  |
| Taylor Frey    | Matt  |
| Jessica Rothe  | Jules |